# Греческое православное кладбище (Ливорно)
Греческое православное кладбище (итал. Cimitero greco-ortodosso) — греческий православный некрополь в Ливорно, в Италии.
Кладбище было учреждено в 1778 году и пользовалось покровительством российских властей, оставаясь единственным православным кладбищем в Италии.

## Мемориальные захоронения
Среди погребенных на кладбище в Ливорно были подданные Российской империи, скончавшиеся во Флоренции, Риме, Пизе, Неаполе и других городах:
- Афендулиев, Михаил (1769—1855) — российский офицер греческого происхождения, известный деятель Греческой революции[2].
- Бутурлин, Дмитрий Петрович — граф, библиофил.
- Воейкова, Александра Андреевна (1795—1829) — племянница и крестница В. Жуковского.
- Италинский, Андрей Яковлевич (1743—1827) — российский дипломат, посол.
- Корсаков, Николай Александрович (1800—1820) — русский поэт, композитор и лицейский друг Пушкина.